# Jonjo Shelvey
Jonjo Shelvey, född 27 februari 1992 i Romford, England, är en professionell fotbollsspelare (mittfältare) som spelar i engelska Burnley. 

## Klubbkarriär
I unga år tillbringade Shelvey en kort period i Arsenal och fyra år i West Ham, laget han supportade som ung, innan han skrev på för Charlton. Han debuterade i Charltons A-lag i april 2008 16 år och 59 dagar gammal och blev därmed den yngsta spelaren någonsin att representera klubben. Han gjorde sitt första mål för klubben den 3 januari 2009 i en FA-cup match mot Norwich City och blev då även klubbens yngsta målskytt.

### Liverpool
Den 28 april 2010 rapporterade Charlton på sin officiella hemsida att man hade kommit överens med Liverpool om en övergång för Shelvey. Under dagen blev det helt klart och Liverpool betalar inledningsvis £1,7 miljoner och ytterligare £1,3 miljoner efter ett visst antal ligamatcher och matcher med landslaget. Shelvey debuterade i Liverpool mot Northampton Town i ligacupen den 22 september 2010. Shelvey blev inbytt i förlängningen och gjorde även ett mål när matchen avgjordes med straffsparkar. Han spelade sin första match från start för Liverpool den 21 oktober samma år i en bortamatch mot Napoli i Europa League. Tre dagar senare debuterade han även i Premier League när han blev inbytt i slutet av Liverpools 2-1-seger mot Blackburn på Anfield den 24 oktober.
Efter att Kenny Dalglish tagit över som manager för Liverpool i januari 2011 fick Shelvey mer speltid och blev inbytt i Dalglishs sex första matcher. I februari ådrog han sig en knäskada som enligt klubbens officiella hemsida skulle hålla honom borta från spel i 12 veckor.
Shelvey gick på lån till Championship-klubben Blackpool den 30 september 2011. Följande dag, när han gjorde sin debut i en 5-0-seger mot Bristol City på Bloomfield Road, gjorde han även sitt första mål för klubben. Han gjorde även sitt första professionella hat-trick i en 5-0-seger borta på Leeds United i november 2011.
Den 30 november blev han återkallad till Liverpool på grund av skadeproblem i Liverpool, som drabbade Steven Gerrard och Lucas Leiva. Lucas blev borta resten av säsongen. Han gjorde sin första Premier League-start helgen efter mot Aston Villa. 
Den 6 januari 2012 gjorde han sitt andra seniormål för Liverpool, i tredje omgången av FA Cupen mot Oldham Athletic, i en 5-1-seger på Anfield.

### Swansea City
Den 3 juli 2013 bekräftade Swansea att man köpt Shelvey från Liverpool för £5m. I Swansea bar Shelvey nummer 8 på ryggen.

### Newcastle United
Den 12 januari 2016 bekräftade Newcastle United att man köpt Shelvey från Swansea City för £12m. I Newcastle United har Shelvey nummer 12 på ryggen och har kontrakt till 30 juni 2021.

### Nottingham Forest
Den 31 januari 2023 värvades Shelvey av Premier League-klubben Nottingham Forest, där han skrev på ett 2,5-årskontrakt.

### Turkiet
I september 2023 gick Shelvey till turkiska Çaykur Rizespor. Flytten uppgavs först vara ett lån men visade senare vara en övergång då Nottingham Forest hade maximalt tillåtet utlånade spelare redan.
Den 27 augusti 2024 värvades Shelvey av turkiska Eyüpspor.

### Burnley
I januari 2025 återvände Shelvey till England och skrev på ett halvårskontrakt med Burnley.

## Landslagskarriär
År 2007 var Shelvey lagkapten för det engelska U16-landslaget då man vann turneringen Victory Shield. Efter att även ha spelat för U17-landslaget debuterade han i U19-landslaget i september 2010 och utsågs även då till lagkapten.